# Dierrey-Saint-Pierre
Dierrey-Saint-Pierre – miejscowość i gmina we Francji, w regionie Grand Est, w departamencie Aube.
Według danych na rok 1990 gminę zamieszkiwało 165 osób, a gęstość zaludnienia wynosiła 8 osób/km².